# Вутешинген
Вутешинген (нім. Wutöschingen) — громада в Німеччині, знаходиться в землі Баден-Вюртемберг. Підпорядковується адміністративному округу Фрайбург. Входить до складу району Вальдсгут.
Площа — 26,47 км2. Населення становить 6634 ос. (станом на 31 грудня 2020).